# Patinação artística na Universíada de Inverno de 2017
As competições de patinação artística na Universíada de Inverno de 2017 foram disputadas na Almaty Arena em Almaty, na Cazaquistão entre 1 e 5 de fevereiro de 2017. A competição de duplas foi cancelada porque houve apenas duas duplas inscritas.

## Medalhistas
| Evento                          | Ouro                                         | Prata                                  | Bronze                                      | Ref.  |
| ------------------------------- | -------------------------------------------- | -------------------------------------- | ------------------------------------------- | ----- |
| Individual masculino (detalhes) | Denis Ten · Cazaquistão                      | Kenji Tanaka · Japão                   | Alexander Marjorov · Suécia                 | [ 4 ] |
| Individual feminino (detalhes)  | Elena Radionova · Rússia                     | Rin Nitaya · Japão                     | Hinano Isobe · Japão                        | [ 5 ] |
| Dança no gelo (detalhes)        | Alexandra Nazarova · Maxim Nikitin · Ucrânia | Sofia Evdokimova · Egor Bazin · Rússia | Shari Koch · Christian Nüechtern · Alemanha | [ 6 ] |

## Quadro de medalhas
| Ordem | País            | Medalha de ouro | Medalha de prata | Medalha de bronze |   |
| ----- | --------------- | --------------- | ---------------- | ----------------- | - |
| 1     | RUS Rússia      | 1               | 1                |                   | 2 |
| 2     | KAZ Cazaquistão | 1               |                  |                   | 2 |
| 2     | UKR Ucrânia     | 1               |                  |                   | 2 |
| 4     | JPN Japão       |                 | 2                | 1                 | 3 |
| 5     | GER Alemanha    |                 |                  | 1                 | 1 |
| 5     | SWE Suécia      |                 |                  | 1                 | 1 |
| TOTAL | TOTAL           | 3               | 3                | 3                 | 9 |